# Som (moeda usbeque)
O som ou, na sua forma aportuguesada, some (plural de ambas as formas em português: somes) (em usbeque:  сўм, ou soʻm) é a moeda corrente do Usbequistão, país da Ásia Central. Está registrado no padrão ISO 4217 sob o código alfabético UZS.

## Etimologia
Na União Soviética, os falantes das línguas cazaque, quirguiz e usbeque referiam-se ao rublo como "som," e esse nome apareceu escrito no verso das novas notas. Na língua usbeque, a palavra também significa "puro."

## Histórico

### Transição do rublo soviético

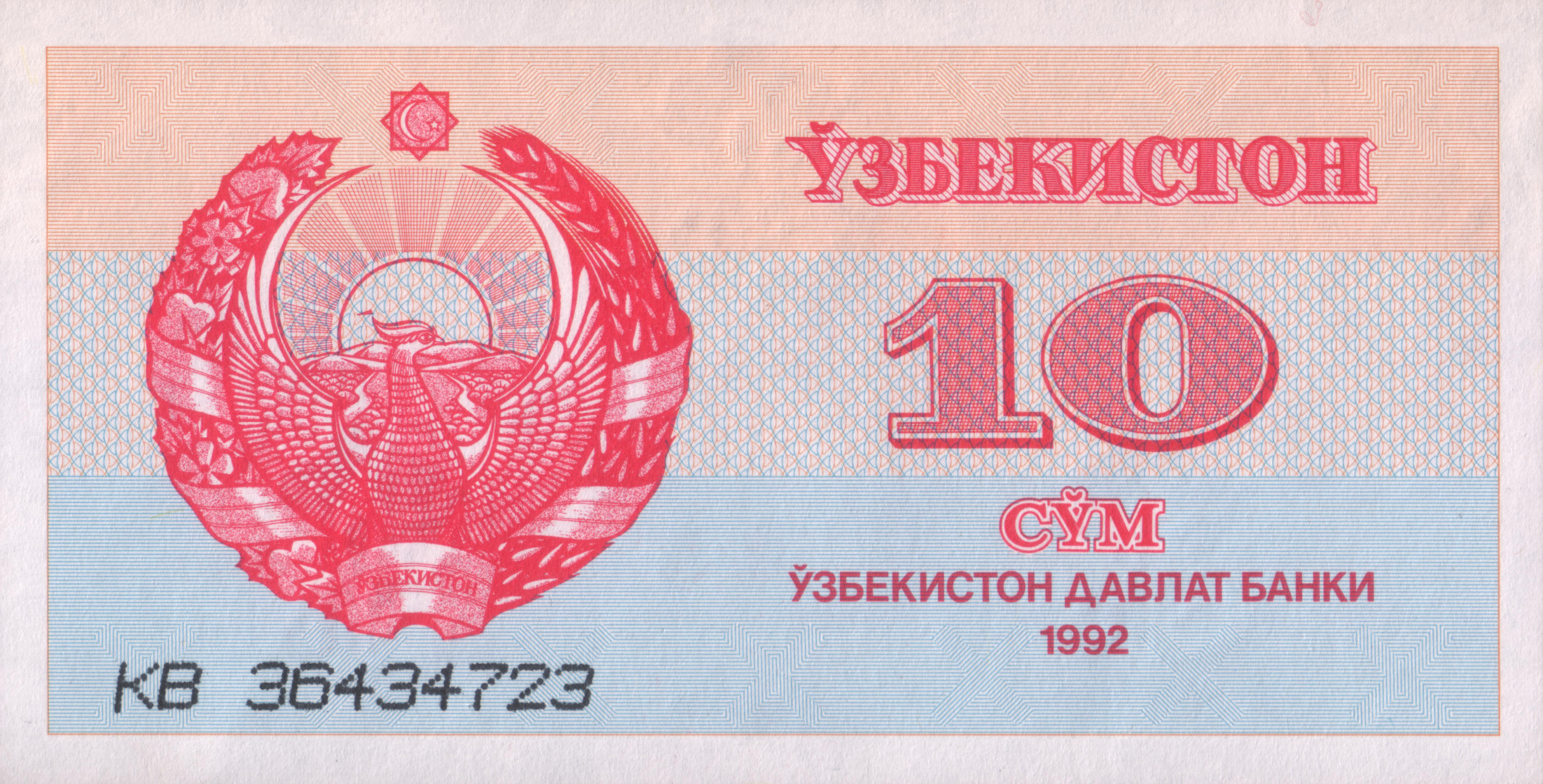
Anverso da cédula de dez som-cupons. Seria trocado por um tiyin, durante o mês de julho de 1994.

Assim como várias outras repúblicas ex-soviéticas, o Usbequistão continuou utilizando o rublo após declarar independência. Mas em 26 de julho de 1993, a Rússia emitiu uma nova série de rublos, substituindo as antigas séries soviéticas.
Entre 15 de novembro de 1993 e 1.º de agosto de 1994, circularam, no território usbeque, os som-cupons: uma moeda paralela e paritária ao rublo. Servia apenas como moeda de transição e, por isso, foi projetada de maneira bastante simplista. Não foram cunhadas moedas, por exemplo, nem foi definida uma subdivisão monetária.

### Introdução
Em 1.º de julho de 1994, o governo usbeque introduziu o som a uma taxa de um som para mil som-cupons. Também definiu o tiyin como a centésima parte de um som. À época, um dólar estadounidense correspondia a 25 somes.

### Inflação
Hoje, em janeiro 2016, a maior denominação da moeda usbeque, o 5000 som, vale cerca de US$ 1,78. Isso cria dificuldades ao povo usbeque, que precisa transportar grandes volumes de cédulas para fazer compras e pagar  contas. Consequentemente, a menor denominação, um tiyin, vale 2790 vezes menos do que um cêntimo de dólar, tornando-a "a moeda mais inútil do mundo." Denominações menores do que 25 som são consideradas raras, agora.

## Moedas
Duas séries de moedas foram emitidas para o som. A mais notável das diferenças é o sistema de escrita utilizado: na primeira série, escreveu-se com o alfabeto cirílico; na segunda série, com o latino.

### Segunda série (2000 –)
| Denominação | Introdução | Metal    | Diâmetro (mm) | Peso (g) | Anverso                                                        | Reverso | Espécimen |
| ----------- | ---------- | -------- | ------------- | -------- | -------------------------------------------------------------- | --- | --------- |
| 1 som       | 2000       | Cu+Ni    | 18,80         | 2,90     | Brasão de armas " O‘ZBEKISTON MARKAZIY BANKI " ano de cunhagem | " 1 SO‘M " mapa do Usbequistão três faixas diagonais |           |
| 5 somes     | 2000       | Cu+Ni+Zn | 21,30         | 3,50     | Brasão de armas " O‘ZBEKISTON MARKAZIY BANKI " ano de cunhagem | " 5 SO‘M " mapa do Usbequistão três faixas diagonais |           |
| 10 somes    | 2001       | Al       | 19,90         | 2,75     | Brasão de armas " O‘ZBEKISTON MARKAZIY BANKI " ano de cunhagem | " 10 SO‘M " mapa do Usbequistão três faixas diagonais                                                                                                   |           |
| 25 somes    | 1999       | Cu+Ni    | 27,20         | 6,10     | Brasão de armas " O‘ZBEKISTON RESPUBLIKASI " ano de cunhagem   | " 25 SO‘M " imagem de Jalaladim Mingueburnu " JALOLIDDIN MANGUBERDI " " 800 yil "                                                                       |           |
| 50 somes    | 2001       | Cu+Ni    | 26,40         | 7,45     | Brasão de armas " O‘ZBEKISTON MARKAZIY BANKI " ano de cunhagem | " 50 SO‘M " mapa do Usbequistão " O‘ZBEKISTON RESPUBLIKASI MUSTAQILLIGINING " " 10 YILLIGI "                                                            |           |
| 50 somes    | 2002       | Cu+Ni    | 26,40         | 7,90     | Brasão de armas " O‘ZBEKISTON MARKAZIY BANKI " ano de cunhagem | " 50 SO‘M " estátua de Tamerlão ruínas de Shakhrisyabz " SHARISABZ SHAHRINING 2700 YILLINGI "                                                           |           |
| 100 somes   | 2004       | Cu+Ni    | 27,00         | 8,20     | Brasão de armas " O‘ZBEKISTON MARKAZIY BANKI " ano de cunhagem | " 100 SO‘M " mapa do Usbequistão raios solares " 10 YIL " " O‘ZBEKISTON MILLIY VALYUTASIGA "                                                            |           |
| 100 somes   | 2004       | Cu+Ni    | 27,00         | 8,20     | Brasão de armas " O‘ZBEKISTON MARKAZIY BANKI " ano de cunhagem | " 100 SO‘M " " O‘ZBEKISTON MILLIY VALYUTASIGA " " TOSHKENT SHAHRINING 2200 YILLIGI "                                                                    |           |
| 100 somes   | 1997       | Cu+Ni    | 27,00         | 8,20     | Brasão de armas " O‘ZBEKISTON MARKAZIY BANKI " ano de cunhagem | " 100 SO‘M " " O‘ZBEKISTON MILLIY VALYUTASIGA " estátua da mãe que chora, na Praça da Independência , em Tasquente " TOSHKENT SHAHRINING 2200 YILLIGI " |           |

### Primeira série (1994– 2000)
| Denominação | Introdução | Metal    | Diâmetro (mm) | Peso (g) | Anverso                                     | Reverso                                             | Espécimen |
| ----------- | ---------- | -------- | ------------- | -------- | ------------------------------------------- | --------------------------------------------------- | --------- |
| 1 tiyin     | 1994       | Cu+Ni+Zn | 17,00         | 1,70     | Brasão de armas " ЎЗБЕКИСТОН РЕСПУБЛИКАСИ " | " " 1 ТИЙИН " " ramas de algodoeiro ano de cunhagem |           |
| 3 tiyin     | 1994       | Cu+Ni+Zn | 20,00         | 2,70     | Brasão de armas " ЎЗБЕКИСТОН РЕСПУБЛИКАСИ " | " 3 ТИЙИН " ramas de algodoeiro ano de cunhagem     |           |
| 5 tiyin     | 1994       | Cu+Ni+Zn | 21,50         | 3,40     | Brasão de armas " ЎЗБЕКИСТОН РЕСПУБЛИКАСИ " | " 5 ТИЙИН " ramas de algodoeiro ano de cunhagem     |           |
| 10 tiyin    | 1994       | Cu+Ni    | 18,80         | 2,90     | Brasão de armas " ЎЗБЕКИСТОН РЕСПУБЛИКАСИ " | " 10 ТИЙИН " ramas de algodoeiro ano de cunhagem    |           |
| 20 tiyin    | 1994       | Cu+Ni    | 22,00         | 3,90     | Brasão de armas " ЎЗБЕКИСТОН РЕСПУБЛИКАСИ " | " 20 ТИЙИН " ramas de algodoeiro ano de cunhagem    |           |
| 50 tiyin    | 1994       | Cu+Ni    | 24,00         | 4,90     | Brasão de armas " ЎЗБЕКИСТОН РЕСПУБЛИКАСИ " | " 50 ТИЙИН " ramas de algodoeiro ano de cunhagem    |           |
| 1 som       | 1997       | Cu+Ni    | 1 980         | 2,72     | Brasão de armas " ЎЗБЕКИСТОН РЕСПУБЛИКАСИ " | " 1 СЎМ " ramas de algodoeiro ano de cunhagem       |           |
| 5 somes     | 1997       | Cu+Ni    | 22,20         | 3,94     | Brasão de armas " ЎЗБЕКИСТОН РЕСПУБЛИКАСИ " | " 5 СЎМ " ramas de algodoeiro ano de cunhagem       |           |
| 10 somes    | 1997       | Cu+Ni    | 24,10         | 4,80     | Brasão de armas " ЎЗБЕКИСТОН РЕСПУБЛИКАСИ " | " 10 СЎМ " ramas de algodoeiro ano de cunhagem      |           |

## Cédulas
A primeira, e única, série de cédulas de som, foram lançadas em 1994, com as denominações de 1, 3, 5, 10, 25, 50 e 100 somes. Posteriormente, foram lançadas as de 200 som, em 1997; de 500, em 1999; de 1000, em 2001; de 5000, em 2013; e de 10000, em 2017.
| Série única (1994 – ) | Série única (1994 – ) | Série única (1994 – ) | Série única (1994 – ) | Série única (1994 – )             | Série única (1994 – )                                                                 | Série única (1994 – ) |
| Imagem                | Imagem                | Valor nominal         | Cor(es) principal(is) | Características                   | Características                                                                       | Introdução            |
| Anverso               | Reverso               | Valor nominal         | Cor(es) principal(is) | Anverso                           | Reverso                                                                               | Introdução            |
| --------------------- | --------------------- | --------------------- | --------------------- | --------------------------------- | ------------------------------------------------------------------------------------- | --------------------- |
|                       |                       | 1 som                 | Verde                 | Brasão de armas                   | Alisher Navoi Opera e Ballet Theater, em Tasquente                                    | 1994                  |
|                       |                       | 3 som                 | Vermelho              | Brasão de armas                   | Mesquita de Çaçma Ayub Mazar, em Bucara                                               | 1994                  |
|                       |                       | 5 som                 | Azul e laranja        | Brasão de armas e padrão islâmico | Monumento a Ali Shir Nawai, em Tasquente                                              | 1994                  |
|                       |                       | 10 som                | Púrpura               | Brasão de armas e padrão islâmico | Gur-e Amir, em Samarcanda                                                             | 1994                  |
|                       |                       | 25 som                | Azul e magenta        | Brasão de armas e padrão islâmico | Mausoléu de Kazi Zade Rumi, no complexo Shakhi-Zinda, em Samarcanda                   | 1994                  |
|                       |                       | 50 som                | Marrom                | Brasão de armas e padrão islâmico | Os três madraçais da praça Reguistão, em Samarcanda                                   | 1994                  |
|                       |                       | 100 som               | Púrpura               | Brasão de armas e padrão islâmico | Palácio Bunyodkor in, em Tasquente                                                    | 1994                  |
|                       |                       | 200 som               | Verde                 | Brasão de armas                   | Detalhe do mosaico de tigre da Madraçal de Cher-Dor da praça Reguistão, em Samarcanda | 1997                  |
|                       |                       | 500 som               | Vermelho              | Brasão de armas                   | Estátua de Tamerlão, em Tasquente                                                     | 1999                  |
|                       |                       | 1000 som              | Cinza                 | Brasão de armas                   | Museu Amir Timur, em Tasquente                                                        | 2001                  |
|                       |                       | 5000 som              | Verde                 | Brasão de armas                   | Assembleia Nacional, (Oliy Majlis) em Tasquente                                       | 2013                  |
|                       |                       | 10000 som             | Azul                  | Brasão de armas                   | Senado, em Tasquente                                                                  | 2017                  |